# 彭德清

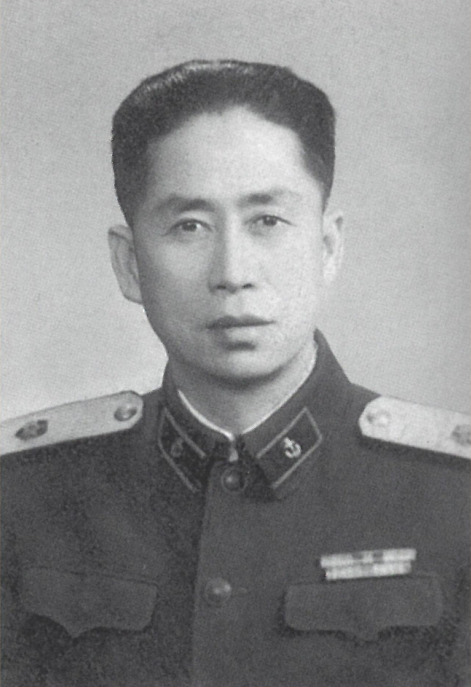
身穿55式軍官常服的彭德清

彭德清（1910年—1999年），福建馬巷廳彭厝村人，中国人民解放军将领、中华人民共和国政治人物、中华人民共和国交通部部长、中顾委委员。
彭德清早年参加中国工农红军，在福建南部组建中国工农红军闽南游击队第二支队，并任政委。抗日战争期间，率部参加新四军，并历任团长、纵队参谋长等职。第二次国共内战期间，历任苏中军区第一师第三旅旅长、华东野战军四纵第十二师师长，参加苏中战役；随后历任第三野战军第二十二军、第二十三军军长，参加莱芜战役、孟良崮战役等。中华人民共和国成立后，他担任中国人民解放军第二十七军军长，率部参加朝鲜战争，并在长津湖战役中围歼美军北极熊团。朝鲜战争结束后，他回国调入中国人民解放军海军，任华东海军副司令员、东海舰队副司令员等，参与指挥一江山岛战役等。授中国人民解放军少将军衔。1965年，调入中华人民共和国交通部，历任交通部副部长、部长。1982年，当选中顾委委员。